# Kaylon Williams
Kaylon Williams (Cedar Rapids, 31 luglio 1989) è un ex cestista statunitense.